# کاستلبلفورته
کاستلبلفورته (به ایتالیایی: Castelbelforte) یک کومونه در ایتالیا است که در استان منتووا واقع شده‌است.